# Jean Laloue
Jean Robin Belair Laloue est un homme politique français né le 12 novembre 1735 à Montluçon (Allier) et mort le 25 janvier 1822 à Paris.

## Biographie
Militaire de carrière, il fait les campagnes du Hanovre, de Corse et d'Amérique, finissant comme major du régiment de Hainaut. Installé à Issoire, il est premier suppléant à la Convention, appelé à siéger immédiatement. Il vote la mort de Louis XVI. Il passe le 4 brumaire an IV au Conseil des Cinq-Cents et en sort en 1798.

## Sources
- « Jean Laloue », dans Adolphe Robert et Gaston Cougny, Dictionnaire des parlementaires français, Edgar Bourloton, 1889-1891 [détail de l’édition]